# Inuitisk mytologi
Den inuitiska mytologin har många likheter med religionerna i andra polära områden som den nordliga ryska mytologin, sibirisk mytologi, finsk mytologi och nordisk mytologi. Grunderna i religionen är shamanismen och att alla ting och väsen uppfattas som besjälade. Tron är ovanligt homogen för hela området särskilt vad gäller andevandringen.
Inuitisk mytologi är olik den vanliga föreställningen om vad en mytologi innebär. Till skillnad från till exempel den grekiska mytologin har människor trott på den utan avbrott in i vår tid.

## Anirniit
Inuiterna tror att alla väsen och ting har en form av själ eller ande (på inuktitut anirniq-andedräkt; plural Anirniit. Alla tings anirniq, namn och karaktärsdrag ingår i en evig vandring och återfödelse. Tron på andeväsen omfattar också djuren och föremål. Andarna måste respekteras och fruktas och årstidernas växlingar, fruktsamhet, hälsa och elementens vrede eller godhet bestäms av andevärlden. Eftersom bara lite otur kunde utrota hela byn i det hårda klimatet gjordes mycket för att försvara sig mot de onda andarna. Ett nedlagt bytesdjurs ande kunde hämnas på jägaren om den inte visade den rätta respekten och det fanns olika ritualer för hur man skulle visa den respekten. Det var vanligt att jägaren bad det nedlagda bytet om ursäkt för att undvika andens hämnd. I vissa områden ansågs det möjligt att om jägaren omedelbart efter nedläggandet kastar djurets urinblåsa till havet kan djuret ge sig till jägaren igen. Djuret anses inte tas av jägaren utan anses ge sig till jägaren. 
Huvudansvaret för förbindelsen mellan samhället och andevärlden var shamanen (inuktitut angakoq) som kunde vara både en man och en kvinna. Shamanens uppgift låg i att genom sin kontakt med andevärlden bland annat bota sjuka och försöka blidka andarnas vrede. För att blidka andarna fanns det åtskilliga regler och tabun. Shamanens metod att bota de sjuka gick ut på att ta reda på varför anden var förolämpad; den sjuka kanske hade brutit mot något av sina personliga tabun eller något annat tabu. Shamanen går igenom alla tänkbara överträdelser medan alla människor vädjar högljutt till andarna om tillfrisknandet. Genom att slå på en speciell trumma med rituell dramatik kunde shamanen ingå i ett transtillstånd där den kunde kommunicera med andarna och förstå vad andarna krävde att människorna skulle göra.

## Skapelsen
Inuiternas mytologi innehåller ingen allmän skapargestalt, men hos Alaskas inuiter är Fader Korp liksom hos många angränsande folkgrupper en centralgestalt.
Korpen har sin boning i himmelen och har efter den första tiden av skapelse inte särskilt mycket makt. Korpen kom ned från himmelen under ”den första tiden” och skapade först torra land. Sedan skapade Korpen olika arter av djur och växter. Mannen kom till från en fröskida på en klätterväxt som Korpen hade skapat. Från denna klätterväxt kom sedan flera män. Sist skapade Korpen kvinnan som en följeslagare till mannen. Sedan tog korpen mänsklig gestalt och lärde människan hur de skulle klara sig. 

## Gudar
Inuiterna hade helt enkelt inga gudar, men det fanns väsen som ibland utanför inuitkulturen kallades för gudar. Det fanns andar som hade stor makt över vissa viktiga områden i inuiternas liv. De flesta av dessa viktiga andar uppfattades som i grunden goda, även om särskilt havets ande ändå ansågs som hotfull. Andarna måste dock blidkas på precis samma sätt som andra mytologiers andar. 
En av de allra viktigaste andarna hos de kanadensiska och grönländska inuiterna var Sedna (även kallad den gamla kvinnan i havsdjupet, Havets Ande, Nuliajuk, Nerrivik, Arnarquagssaq, med mera) som bestämde över havens djur och möjligtvis också över de flesta landdjur. Hon antog kvinnoform i sin boning på havets botten och skickade djur som gav sig till människan att jaga. Till och med shamanerna var rädda för Sedna.
En annan viktig ande var Luftens ande, på många platser kallad Sila (inuktitut: väder, intelligens), som i nästan alla inuitregioner ansågs styra vädret från en plats ovanför himmelen. 
Fruktbarheten representerades av den manliga anden Tarqeq (månens ande) som också styrde över anständigheten och enligt Alaskas inuiter också över djuren. Tarqeq var en mäktig krigare med sin hemvist ovanför himlen.

## Livet efter döden
Även om alla ting är besjälade har själarna olika grad av komplexitet. Medan föremål och djur har mindre komplexa själar har människan en mer sammansatt själ. När kroppen dör går en del av själen till länder över eller under jordens yta. Beroende på hur människan levt kan själen hamna i olika riken där olika stora andar styr. 
Den del av människan som är dess namn och karaktärsdrag kan återföras till en nyfödd släkting. Den döda begravs tillsammans med personliga ägodelar och miniatyrer av viktiga redskap som den kan ha hjälp av i tillvaron till återkomsten som ett nyfött barn . Tiden mellan döden och återfödelsen tillbringar den delen av själen i Sednas rike. 

## Berättelser
Inuiterna har en mycket rik folklore som präglas av det hårda klimatet och ofta behandlar de svälthotet eller andra faror som orsakas av andarna. 
Eftersom vintrarna var långa och mörka var berättandet en tradition som hade stor betydelse. Berättelser var också ett viktigt sätt att förmedla alla de regler och tabun som var viktiga för att blidka andarna. Vanliga teman förutom våndan av tabu- och regelbrott kan nämnas äktenskap mellan människa och djur samt berättelser om hur man kan klara sig mot övernaturliga motståndare. Berättelser improviserades även till bytesdjurs själar vid olika fester som ”fester till valens själ”.

## De viktigaste andarna
1. Sedna
2. Nanook
3. Nerrivik
4. Tekkeitsertok

## Lista över gudomligheter och andra begrepp
1. Adlet
2. Adlivun
3. Agloolik
4. Aipalookvik
5. Akhlut
6. Akna
7. Akycha
8. Alignak
9. Amaguq
10. Apanuugak
11. Asiaq
12. Atshen
13. Aulanerk
14. Aumanil
15. Eeyeekalduk
16. i'noGo tied
17. Idliragijenget
18. Igaluk
19. Ignirtoq
20. Inua
21. Ishigaq
22. Isitoq
23. Issitoq
24. Ka-Ha-Si
25. Kadlu
26. Keelut
27. Kigatilik
28. Malina
29. Matshishkapeu
30. Nanook
31. Negafook
32. Nerrivik
33. Nootaikok
34. Nujalik
35. Pana
36. Pinga
37. Pukkeenegak
38. Qiqirn
39. Sila
40. Tarquiup Inua
41. Tekkeitsertok
42. Tootega
43. Torngasoak
44. Tornarsuk
45. Tulugaak
46. Tupilaq
47. Wentshukumishiteu